# 維克托·德·布羅伊
維克托·德·布羅伊（法語：Victor de Broglie，1785年11月28日—1870年1月26日），全寫阿希爾-莱昂斯-維克托-夏爾，第三代布羅伊公爵（Achille-Léonce-Victor-Charles, 3rd duc de Broglie）是法國政治家、外交家、法兰西学术院院士。七月王朝期间两次任部長會議主席（1830年8月至1830年11月、1835年3月至1836年2月）。
維克托·德·布羅伊生于巴黎，维克多-弗朗索瓦·德·布罗伊之孙，维克多·德·布罗伊之子。1804年祖父第二代布羅伊公爵去世他承袭布羅伊公爵爵位。1809年在帝國行政法院工作，後拿破仑派他隨外交官員出使各國。1814年6月波旁王朝第一次復辟時期，在路易十八的貴族院任議員。“百日”事件后，因勇敢捍卫米歇尔·内伊元帅而闻名。1830年7月革命後，歷任教育大臣和外交大臣，他主要致力于加强与英国的关系。1834年4月退職，次年3月出任内阁首脑（首相），1836年2月，政府的一项减少五个百分点税的提案被否决，他再次辞职，后不再参与政治。
从1836年至1848年德·布罗伊几乎完全退出政治，好友弗朗索瓦·基佐1845年诱导他接受临时任务，并于1847年5月任法国驻伦敦大使。1849年5月由厄爾省選為議員，他参加保守派，竭力遏止社会主义的潮流。1851年12月3日政变后，他成为拿破仑三世政权的死敌之一，1855年起为法兰西学术院院士，余生20年间主要从事哲学和文学的研究，著有《关于法国政府的管见》（1861）、《文稿与演说》（1863）、《自由贸易与赋税》（1879）和《回忆录》（1885-1888）。